# 鎌倉府

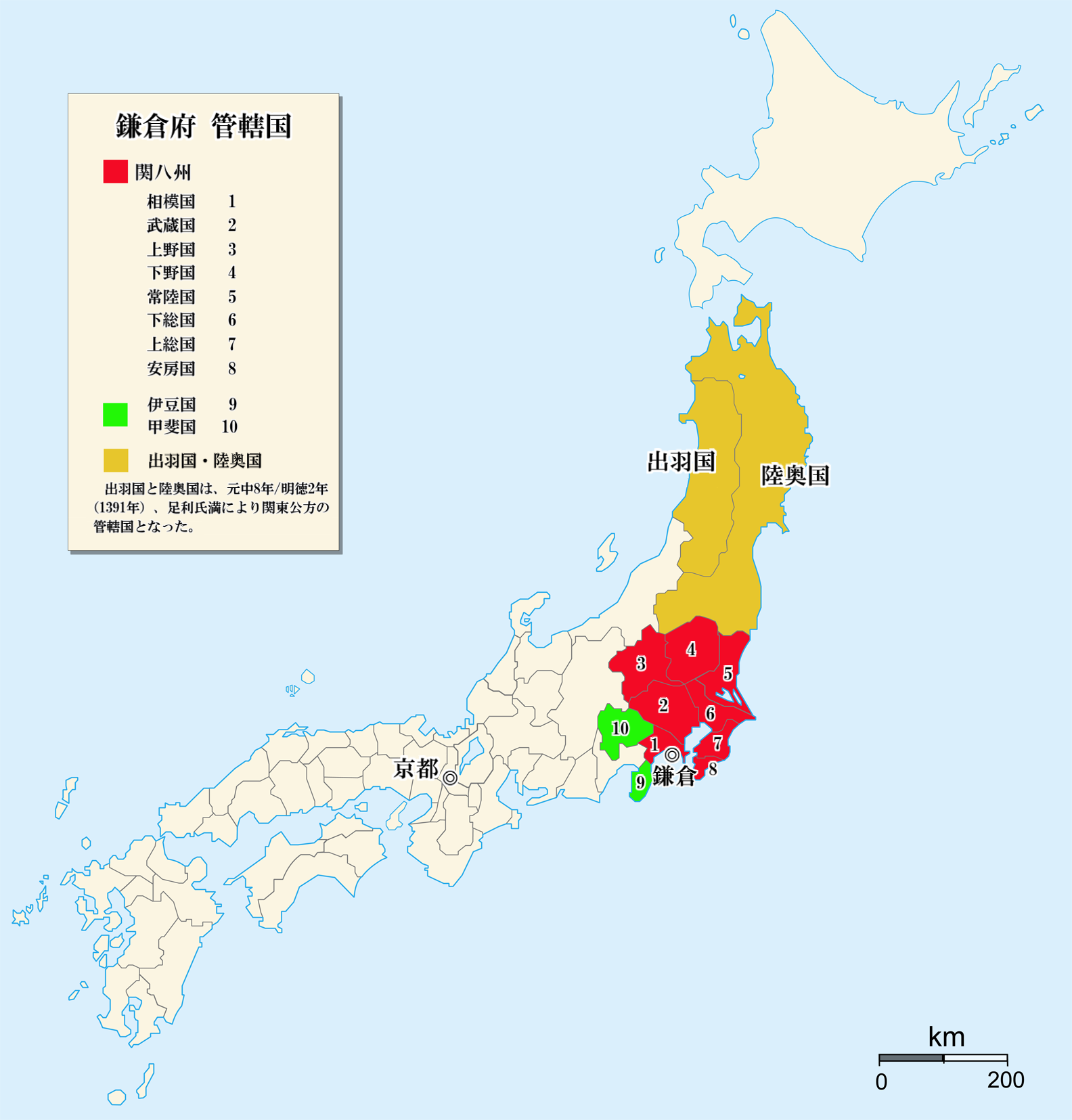
明徳2年/元中8年（1391年）時点の鎌倉府管轄国

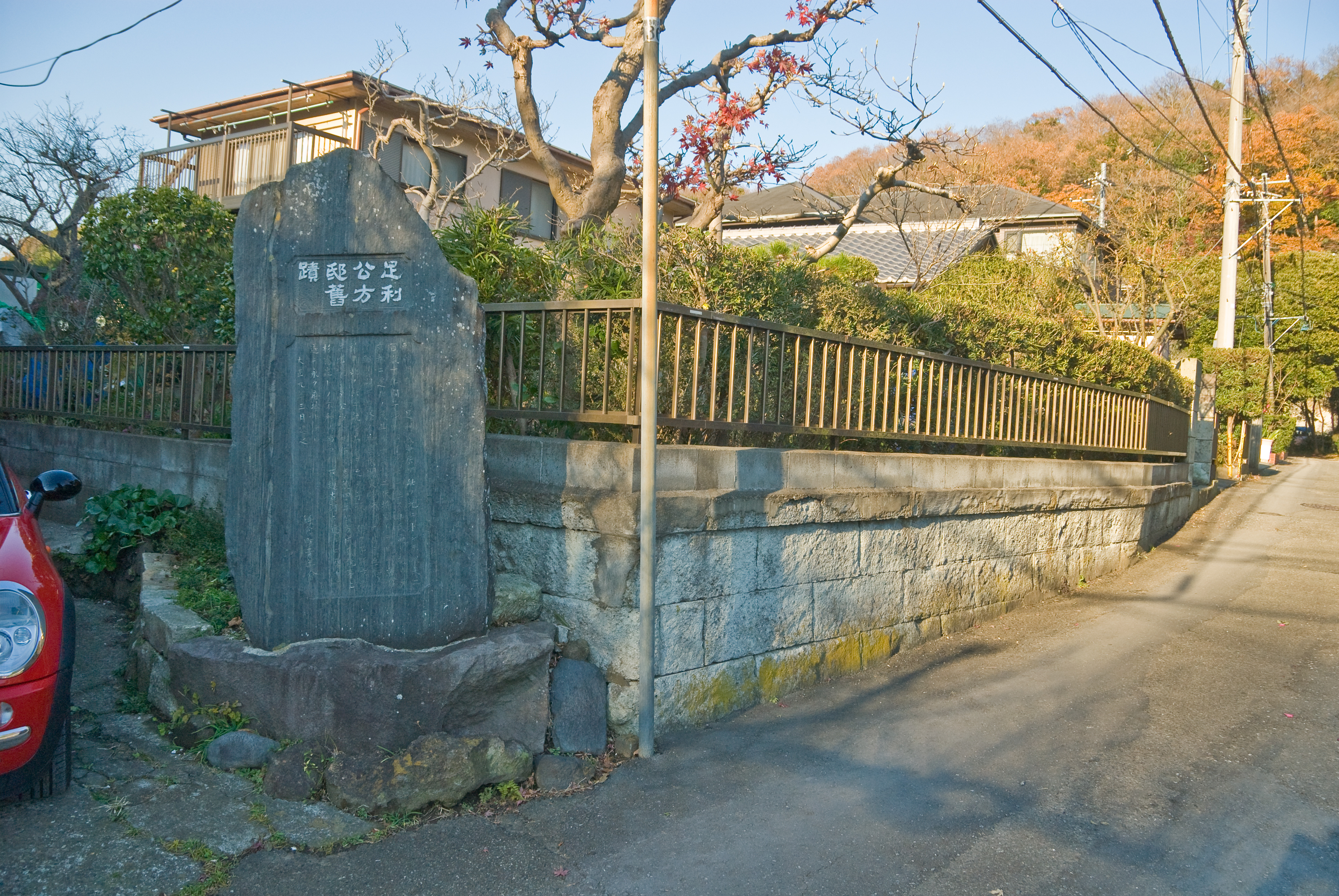
足利公方邸旧跡（浄妙寺〈鎌倉市〉）

鎌倉府（かまくらふ）は、南北朝時代、京都に成立した室町幕府が前代鎌倉幕府の本拠地の鎌倉及びその地盤であった関東10か国を掌握するために設置した機関である。貞和5年（1349年）から室町時代中期の享徳4年（1455年）まで、約100年間存続した。初代将軍足利尊氏の次子基氏とその子孫が長を世襲し、鎌倉公方と呼ばれる。これを補佐する関東管領は上杉氏が世襲した。その他に評定衆・引付衆・侍所・政所等、幕府に準じた機構を有していた。

## 概要
後醍醐天皇が建武の新政の一環として、関東統治を目的に皇子・成良親王を鎌倉へ下向させて創設した鎌倉将軍府が起源。実権は幼い親王を奉じた足利直義にあった。観応の擾乱が発生すると、足利尊氏は子である足利基氏を鎌倉へ派遣し、以来、長官の鎌倉公方は基氏とその子孫、これを補佐する関東管領は上杉氏が世襲する鎌倉府となった。
管国は関八州8か国(相模・武蔵・安房・上総・下総・常陸・上野・下野)と伊豆・甲斐で、1392年に陸奥・出羽が追加された（ただし、1400年に奥州探題の設置によって陸奥・出羽両国に対する鎌倉府の権限が事実上削減される）。鎌倉公方・足利氏と関東管領・上杉氏はやがて対立し、1439年の永享の乱では、関東管領・上杉憲実、幕府・足利義教と戦った第4代鎌倉公方・足利持氏が敗死し、鎌倉府は長官が一時不在となった。
その後、持氏の遺児・足利成氏が鎌倉公方となるが、享徳の乱で室町幕府・上杉氏と再び対立。上杉氏援軍の今川範忠勢に鎌倉を占領されると、本拠を下総・古河城にあらため、鎌倉府は古河公方・成氏の古河府へ継承された。幕府は新たな鎌倉公方として足利政知（義教の子）を派遣したが、上杉氏との確執から伊豆の堀越御所に根拠を定め（堀越公方）、源頼朝の時代から東国政治の中心だった鎌倉には入れなかった。

## 鎌倉府の歴史

### 前身・鎌倉将軍府
元弘3年（1333年）12月、足利尊氏の弟・直義は相模守に補任され、成良親王を奉じて鎌倉に下向、鎌倉府の前身となる鎌倉将軍府が成立した。その背景としては、当時の鎌倉は尊氏の子・義詮を中心とする足利勢の占領下にあったが、公式には認められておらず、新田義貞の巻き返しもあったため、鎌倉幕府滅亡後の関東が不安定な状態だったことがある。鎌倉将軍府の設置により、尊氏は鎌倉占領の合法化に成功する。
後醍醐天皇は中央集権を志向していたため、このように強大な権限を持つ広域地方行政機関には消極的だった。しかし、関東で勢いを増す尊氏を牽制するために、北畠顕家に対し、義良親王を奉じて、広域地方行政機関・陸奥国府を奥羽（現在の東北地方）に設けることを認めると、尊氏はこれを逆手にとって、関東にも鎌倉将軍府の設置を認めさせたとされ、通説となっている。
これとは逆に、後醍醐天皇は鎌倉将軍府に積極的だったという意見もある。元弘3年（1333年）8月、尊氏を武蔵守に補任しているが、その背景には、北畠顕家の陸奥下向と同様、尊氏も関東に下向させる意向があったと考えられる。さらに関東では武蔵国の他にも、多くの国司や守護の地位が足利一門に与えられていることから、この時期には尊氏を信頼しており、後醍醐天皇は関東の安定化のために、尊氏自身による鎌倉将軍府を積極的に構想していたとも考えられている。

### 新体制の模索と鎌倉府成立
建武2年（1335年）7月、中先代の乱の際に足利直義は成良親王を京都に送還し、鎌倉将軍府は崩壊する。乱の鎮圧のために、足利尊氏は後醍醐天皇の許可なく京都を離れ、両者が対立する契機ともなった。関東の安定化のためには、鎌倉にいた尊氏の子・義詮を中心とする新たな体制が必要となった。直義は鎌倉に幕府を設置し、京都の朝廷から自立性の強い体制を構築することで、この問題を解決しようとしたが、建武3年（1336年）11月、京都に室町幕府が設置されると、新しい方策が必要となる。直義は、尊氏の分身である義詮を鎌倉殿とし、信頼する上杉憲顕を関東管領とした体制を発足させた。
貞和5年（1349年）9月、京都に戻る足利義詮の代わりに弟・基氏が鎌倉に下向し、初代鎌倉公方となった。このときを鎌倉府成立とすることが多い。なお前述した室町幕府設置の建武3年（1336年）、幕府は義詮のもとに上杉憲顕・高師冬を関東管領として派遣して、新しい体制で北畠顕家軍の攻撃に対処したが、このときを鎌倉府の成立とする考え方もある。
初期の鎌倉府の権限は軍事指揮権が中心であり、領域支配に必要な所領の安堵権や宛行権、裁判権は京都の幕府にあった。しかし、尊氏は観応の擾乱で弟の直義と戦ったのち、文和2年（1353年）7月まで鎌倉に滞在し、直義派を粛清した上で、所領の安堵権や宛行権、裁判権を基氏に付与して京都に戻った。統治の困難な関東では、鎌倉府に権限を集中する必要があったためである。統治の困難さについては、延文4年（1359年）、関東管領・畠山国清が関東の武士を率いて南朝勢と戦った際、武士たちの不満が大きかったため、国清は関東管領職を失って追放された事例からもうかがえる。尊氏は鎌倉府を幕府の地方統治機関に位置づけようとしたが、尊氏死後の貞治2年（1363年）7月、鎌倉公方・足利基氏は尊氏の構想を否定し、観応の擾乱で粛清された直義派の上杉憲顕を関東管領に復帰させた。その結果、直義の構想に近い鎌倉府を目指すことになる。

### 鎌倉と京都・二つの幕府構想
建武3年（1336年）11月、建武式目制定により室町幕府が成立したとされるが、この建武式目には幕府の設置場所について、鎌倉と京都の二つの意見があったことが示されている。「本来は鎌倉であるべきだが、多数の人の意見が鎌倉以外であれば、それに従う。」とし、最終的な決着がつかないまま、まずは京都に設置することになった。
足利直義は、関東武士の支持を背景に源頼朝以来の武士の都・鎌倉を推し、足利家の筆頭家臣だった高師直は、畿内とその周辺の武士の支持を背景に京都を推していた。足利氏の幕府は、京都・室町ではなく鎌倉だった可能性もあった。
室町幕府の設置後も、足利尊氏と直義の兄弟は互いに力を合わせて幕府の基礎固めを行う。二人は将軍権力を分担し、一方が京都にあるときは、もう一方は鎌倉にあって、それぞれ京都と鎌倉の首長として政治を行った。しかし、観応の擾乱で両者は対立し、薩埵山体制を経て、室町幕府・鎌倉府体制が確立。やがて尊氏の子・義詮の京都・将軍家、および、基氏の鎌倉公方家に継承されていく。　
鎌倉府には、直義による鎌倉「新幕府」構想の遺産という側面もある。

### 管轄国
元弘4年（1334年）正月の雑訴決断所条規、『鎌倉大日記』の延元元年（1339年）条により、鎌倉府は関東10ヵ国を管轄したとされている。現在の関東地方に相当する坂東8カ国（常陸・上野・下野・上総・下総・武蔵・相模・安房）、および、甲斐（山梨県）・伊豆（静岡県東部）である。
ただし、鎌倉府初期の管轄国には変動がみられる。暦応・康永期（1338-1344年）、観応2年（1351年）、貞治4年（1365年）～応安3年（1370年）には、信濃（長野県）を含む11ヵ国を管轄していた。信濃守護不在のとき、幕府は信濃を隣接する鎌倉府に預けていたなどの事情が推定されている。一方、貞和5年（1349年）には管轄国が8ヵ国になった。伊豆・相模・上総・下総・上野・下野・安房・常陸である。高師直が国司と守護を兼ねていた武蔵が含まれていない。当時、鎌倉府執事の一人だった尊氏派の高師冬が上京していたため、もう一人の執事・直義派の上杉憲顕に武蔵を支配させないために管轄国を変更したと考えられる。関東10ヵ国に安定したのは、第2代鎌倉公方・足利氏満期以降である。
明徳3年（1392年）には陸奥と出羽が追加されて、12ヵ国となった（『喜連川判鑑』）。当時、京都幕府の将軍・足利義満にとって最大の課題は、西国の大名・山名氏を鎮圧し、政権基盤を固めることだった（明徳の乱）。そこで、西国に集中するため、後方の鎌倉公方・足利氏満に対し、融和策をとったものと考えられる。

### 京都・室町幕府からの自立志向
文和2年（1353年）7月、足利尊氏は初代鎌倉公方・足利基氏に対し、所領の安堵権や宛行権、裁判権を付与して京都に戻った。遠隔地の京都よりも、鎌倉から関東を直接統治した方が安定すると考えたことによるが、鎌倉府自立化の下地となった。そして、第2代鎌倉公方の足利氏満期（貞治6年・1367年～）、第3代・満兼期（応永5年・1398年～応永16年・1409年）に、その傾向が明確になる。例えば、鎌倉府管轄国の守護に対する指揮権は、基氏期までは京都の幕府にあったが、氏満期以降は鎌倉府に移ったと考えられている。将軍・管領から各国守護に宛てた文書がみられなくなり、鎌倉府と寺社宛の文書のみになる。守護の補任権についても、関東管領・山内上杉氏以外は鎌倉公方が把握しており、幕府が持っていたのは推挙権であった。諸国の国人に対する所領安堵についても、貞治年間（1362-1367年）までは、鎌倉公方が安堵推挙状を幕府管領に発しており、幕府が掌握していたことが分かるが、応永6年（1399年）の応永の乱前後を契機として、鎌倉公方が直接に安堵権を行使するようになる。このころには、所領安堵権を持つ鎌倉公方と関東武士の間に主従関係が確立するとともに、幕府は鎌倉府に対して指令する権限を失った状態になった。

### 上杉禅秀の乱・崩壊の始まり
第2代鎌倉公方・足利氏満、第3代満兼期に確立された鎌倉府体制は、第4代足利持氏期（応永16年・1409年～）に崩壊に向かう。その端緒となるのが、応永23年（1416年）10月の上杉禅秀の乱であった。関東管領・犬懸上杉氏憲（禅秀）の家臣・越幡氏の所領を持氏が没収すると、禅秀は「不義の御政道」と批判して関東管領を辞職、持氏は禅秀と対立していた山内上杉憲基を新たな関東管領とした。これを不満とする禅秀は、下総の千葉氏、上野の岩松氏、甲斐の武田氏、常陸の山入氏・大掾氏、下野の那須氏・宇都宮氏の支持を得て反乱を起こす。一旦は公方・持氏は鎌倉から放逐されたが、幕府の支援により反撃し、鎌倉を奪還・禅秀勢を打ち破った。しかし、このとき多くの関東武士が禅秀を支持していた、その背景には「公方権力の絶対化にともなう新たな抑圧と統制への反発」があったと考えられる。乱を契機に、持氏を支持した新興勢力と、禅秀を支持した伝統的豪族層・国人層の対立が顕在化し、鎌倉府の権力基盤が弱体化した。かつて足利尊氏・直義兄弟が懸念した関東の不安定化が再び現実化する。

### 京都扶持衆・幕府との対立激化
上杉禅秀の乱で禅秀に与した関東武士は、鎌倉公方・足利持氏からの弾圧から逃れるために、幕府との結び付きを強め、京都扶持衆と呼ばれる集団を形成した。一旦確立した鎌倉府管轄国の内部に、幕府があからさまに干渉を始め、持氏は危機感を強める。持氏は鎌倉府管轄外だった越後、信濃、駿河に干渉して、逆に「鎌倉扶持衆（関東扶持衆）」と呼ぶべき集団を形成し、鎌倉府と幕府との対立が深まっていった。

### 永享の乱～享徳の乱・鎌倉府崩壊
応永35年（1428年）正月、将軍・足利義持が後継者不在のまま亡くなり、正長2年（1429年）3月、くじ引きで選ばれた足利義教が新たな将軍となる。鎌倉公方・足利持氏は、自らが将軍になる野心を持っていたため、京都の幕府・義教との関係はさらに悪化した。永享10年（1438年）8月、持氏は京都との調停役となっていた関東管領・上杉憲実討伐を始めた（永享の乱 ）。しかし幕府が軍事介入すると、持氏から離反するものが相次ぎ、憲実討伐に失敗して降伏。さらに義教は憲実の助命嘆願も無視し、永享11年（1439年）2月、持氏と嫡子・義久を攻め滅ぼした。
このとき持氏に対して厳しい姿勢を示した義教も、鎌倉府そのものは否定しなかった。新たな鎌倉公方として、自らの子息を鎌倉に下向させ、鎌倉府を再興させようとする。この構想は、嘉吉元年（1441年）6月の義教暗殺（嘉吉の乱）により白紙化されるが、文安4年（1447年）3月、鎌倉府は持氏の遺児・足利成氏のもとで再興された。永享の乱とその後の結城合戦を経て、上杉氏と伝統的豪族層・国人層との対立が顕在化すると、両者ともにそれぞれの思惑から新たな鎌倉公方を必要としたのである。しかし、対立は解消されないまま、成氏は幕府および関東管領・上杉氏と対立し、享徳3年（1454年）12月に始まった享徳の乱にて、鎌倉を離れ下総・古河に移座した。崩壊した鎌倉府は古河公方・古河府に継承される。

## 鎌倉府の構造

### 組織の概要
鎌倉府の首長である鎌倉公方と、これを補佐する管領（関東管領）のもとに、最高諮問機関である評定衆、訴訟を扱う引付衆、治安維持を担う侍所、財務担当の政所、公文書を扱う問注所、臨時役務を担う奉行が設置されていた。

### 構成員
『鎌倉年中行事』・『殿中以下年中行事』によれば、鎌倉府は鎌倉公方を中心とし、「管領」、「奉公衆（奉公中）」、「外様」の三者から構成された。『鎌倉年中行事』は、鎌倉府が安定した第3代鎌倉公方・足利満兼期の実態を示すと考えられる。
- 鎌倉公方：　鎌倉府の首長。足利尊氏の子・基氏の子孫が世襲した。京都の将軍と同様に「天子ノ御代官」とされた[22]。
- 管領（関東管領）：　鎌倉公方の補佐役。関東管領を補任された上杉氏は、本来は公方の直臣であるが、『鎌倉年中行事』では「公方様ノ御代官」、公方から独立した勢力として記述される[20]。公方を補佐するだけでなく、京都の幕府管領から連絡を受け、幕府の沙汰を関東諸国に取り次いだ。基氏期には高師冬と上杉憲顕の二人が任じられ、二員制は観応2年/正平6年（1351年）まで続いたが、その後は上杉氏が独占。山内上杉氏、宅間上杉氏、犬懸上杉氏の三家で担ってきたが、上杉禅秀の乱以降は山内上杉氏が独占する[10]。
- 奉公衆（奉公中）：　鎌倉公方直属の武士団。「評定衆」と「引付衆」に分かれる。評定衆は、鎌倉公方・関東管領とともに評定と呼ばれる会議に参加した最上層の奉公衆。これに次ぐ階層が引付衆と呼ばれた。当初は足利氏一門と根本被官から構成されたが、やがて各地の国人が属するようになり、公方勢力が成長することになった[20]。
- 外様：　関東の大名。下総の千葉氏・結城氏、常陸の佐竹氏、下野の小山氏・宇都宮氏・那須氏・長沼氏らである。各国の守護に補任されたものもいたが、鎌倉府の政権中枢からは排除されていたと考えられる[20]。しかし、第2代鎌倉公方・氏満期に河越合戦・下野小山義政・若犬丸の乱を経たのちは、「関東八屋形」として鎌倉公方の藩屏を形成し、公方権力を直接に支えてきた。従って、鎌倉府の中で特定の地位を得ていたとも考えられており[5]、今後の研究課題である。

### 奉公衆
特に鎌倉公方自身の軍事力を支えた奉公衆については、複数の史料分析から以下の74氏名が検出されている。
- 足利氏一門：　吉良氏・渋川氏・一色氏・今川氏・加子氏・畠山氏。
- 足利氏根本被官：　宿老の野田氏・木戸氏、のちの古河公方期に筆頭重臣となる簗田氏、足利家筆頭家臣の高氏とその傍流である三戸氏・彦部氏・大高氏・大平氏・高南氏、他には寺岡氏・梶原氏・海老名氏・設楽氏。関東管領となる上杉氏も元はこの分類に含まれた。
- 鎌倉幕府官僚出身：　二階堂氏、長井氏、町野氏。
- 国人領主出身：　信濃の小笠原氏、駿河の大森氏、　甲斐の武田氏・逸見氏、　伊豆の伊東氏・河津氏、　相模の本間氏・愛甲氏・三浦氏・座間氏・飯田氏・香川氏・曾我氏、　武蔵の江戸氏・品川氏・平子氏、　上野の里見氏・山名氏・新田氏・田中氏・那波氏・高山氏、　下野の佐野氏・薬師寺氏・長沼氏、　常陸の宍戸氏・筑波氏・小田氏・島崎氏・大掾氏、　下総の海上氏・印東氏・竜崎氏・木内氏・神崎氏、　上総の椎津氏・高滝氏、　出身地不明の常法寺氏。
- その他：　佐々木氏、殖野氏、吉原氏、佐藤氏、冷泉氏、園田氏、板倉氏、小滝氏、加島氏、沼田氏、名塚氏、なかさは氏、みもり氏。

### 直轄領

#### 分布状況の概要
鎌倉府の直轄領は、鎌倉公方自身の経済的基盤となった。主に2か所に集中して分布しており、ひとつは鎌倉とその周辺の相模中部・東部、武蔵南端、もうひとつは下総北西部と武蔵北東部にまたがる旧利根川・渡良瀬川（太日川）周辺の関東中央部である。
相模とその周辺の東海道では、伊豆国府・箱根水飲・箱根芦河・湯本・小田原・国府津に関所があったことが分かっている。鎌倉府が関所の収入を恣意的に鎌倉寺院に寄進していたことから、東海道は鎌倉府の支配下にあったと考えられる。武蔵方面の鎌倉街道（中道）についても、道筋の山内庄・小山田保・吉富郷が直轄領と準直轄領となっており、さらに以北の府中・入間河（入間川）・村岡も直轄領だった推定される。相模東部・武蔵南端の海岸では、鎌倉・六浦・神奈河（神奈川）・品河（品川）という重要港湾も鎌倉府の支配下にあったと考えられる。
関東中央部では、武蔵の足立郡・太田庄と下総の下河辺庄という広大な地域が直轄領とされ、隣接する下総の葛西御厨・下幸嶋庄が上杉氏に与えられて準直轄領となっていた。鎌倉から江戸・岩槻を経由して古河に至る鎌倉街道（下道）は、これらの直轄領を通っている。旧利根川・渡良瀬川（太日川）水系の河川交通も鎌倉府の支配下にあったと考えられている。
他にも、上総北西部や下野の足利庄など、関東各地に多くの所領が広く分布していた。

#### 検出地名一覧
現存する史料から検出された直轄領の一覧を以下に示す。ここでは、御料所ならびに鎌倉府（鎌倉公方）が地頭職等を持つ「直轄領」、次に準直轄領として、足利氏から上杉氏に与えられた「上杉領」、同様に鎌倉公方から奉公衆に与えられた「奉公衆領」に分類する。
- 伊豆（現在の静岡県東部）：
  - 直轄領：　稲梓郷愛玉下村
  - 上杉領：　鶴喰（山内上杉憲定）、長伏（憲定）、賀茂（憲定）、蒲谷郷（憲定）、伊浜田（憲定）、稲津郷内宇土賀禰村・落合村（憲定）、仁科庄内阿良・里牛・藤沢村（憲定）、河津庄重守（憲定）、三津庄内重須郷半分・阿見・木及（憲定）、大嶋（憲定）、新嶋（憲定）、外嶋（憲定）、神津嶋（憲定）、三宅嶋（憲定）、八丈嶋（憲定）、大見郷（上杉能憲）、　稲梓郷内（山内上杉憲基）、南条郷内浮橋村（憲基）
- 甲斐（現在の山梨県）：
  - 未検出
- 相模（現在の神奈川県の大部分）：
  - 直轄領：　愛甲庄、坂間郷内、鎌倉、山内庄、毛利庄、糟屋庄、田村郷・懐島
  - 上杉領：　渋見郷・鴨江・平佐古（山内上杉憲定）、野比村（憲定）
  - 奉公衆領：　和田郷・深見郷（高波宗継）、飯田郷（宍戸氏）、飯島（高師秋か高師有）、富田郷（一色持家）、河入郷（竜崎氏）、狩野庄内沼田郷・同庄内御料所分内・西郡飯田郷内・西郡小松郷内（大森頼春・大森憲頼）、小田原・土肥氏跡・土屋氏跡（大森頼春）
- 武蔵（現在の埼玉県・東京都・神奈川県東部）：
  - 直轄領：　吉富郷、六浦庄、久良郡、足立郡、太田庄、高麗郡、長井庄、小山田保山崎郷内今井村、青砥四郎左衛門入道跡除堀内分・品河太郎跡除堀内分
  - 上杉領：　神奈川郷・六郷保・八林郷（山内上杉憲定）、中野郷内堀内・下荻窪・泉村（山内上杉重方）、深谷庄内（上杉憲英）、小山田保内（上杉頼成に始まる小山田上杉氏）、河越庄内（扇谷上杉持朝）
  - 奉公衆領：　戸森郷（高師業）、小江郷（高師業）、大森郷（高師秋あるいは高師有）、世田谷郷内（吉良治家）、多西郡舟木田庄内（梶原美作守）、波羅郡別府郷内（木戸持季）、稲毛新庄領家方内木田見方郷（木戸氏？）、都筑郡市尾郷内（二階堂盛秀）、多東郡菅生郷（二階堂盛秀）、荏原郡南品河内（二階堂氏）、榎下郷内（上杉憲清）、比企郡大豆戸郷（明石氏）
- 上野（現在の群馬県）：
  - 直轄領：　広沢・大佐貫
  - 上杉領：　山上駿河五郎跡（山内上杉憲定）、八幡庄（上杉憲顕・憲定）、山名郷（上杉憲春）、浄法寺土佐入道跡・大胡上総入道跡（山内上杉憲方・上杉憲実）、鳥屋郷・奈雲（憲定）、長野郷（憲定・上杉憲基・憲実）、春近領（山内上杉能憲・憲方・憲定）、岡本郷内（憲実）
- 下野（現在の栃木県）：
  - 直轄領：　足利庄、茂木保坂井郷内、東茂木保小深村
  - 上杉領：　皆河庄半分（山内上杉憲定）、長沼庄内（犬懸上杉氏憲）
  - 奉公衆領：　大曾郷（木戸駿河守）、薬師寺庄半分（逸見中務大輔）、佐野庄内富地郷半分（海上頼胤）、小薬郷（梶原氏）、牧野郷（木戸氏）、塩谷三ヵ郷・武茂十二郷（上杉憲直）
- 常陸（現在の茨城県の大部分）：
  - 直轄領：　笠間郡石井郷半分、真壁郡安辺田郷、真壁郡（永享8年（1436年）の真壁朝幹預かり分）
  - 上杉領：　信太庄（上杉憲方）、田中庄（犬懸上杉朝宗）、北条郡宿郷（犬懸上杉氏憲）、真壁郡竹来郷中根村（上杉憲英）、東条庄下条市崎郷内（山内上杉氏）、北小栗御厨内小萩嶋郷（小山田上杉定順）
  - 奉公衆領：　手綱郷（里見氏・寺岡氏）、吉田郡平戸郷嶋田村内（宍戸基家）、鹿島郡徳宿内烟田・大和田（一色満頼）、同郡の鳥栖村（梶原季影）、真壁郡源法寺郷（宍戸家里・宍戸朝雄）、宍戸庄内岩間郷・河子郷（竜崎弾正少弼）、同庄内の住吉郷（木戸持季？）、同庄内の志多利柳郷（里見四郎）、同庄内の下土師郷（筑波大夫法眼）、同庄内の小鶴郷（竜崎右京亮）、下妻庄内尻郷・古沢郷（那波上総介（宗元））、山庄内本郷（宍戸備前守（持朝）、同中務丞）、真壁郡窪郷・飯塚村・白井（宍戸満里）、真壁郡谷萱（簗田某）、同郡の塙安世郷（町野備中守）、同郡の山田郷（宍戸備中守（持朝））、同郡の宮子郷（？）、南庄安食郷・石河道場（梶原五郎）、同庄の宍倉郷（野田遠江守）、同庄の賀茂郷（小田治部少輔）、久慈西郡内下小楢村（竜崎氏）
- 下総（現在の千葉県北部・茨城県西部）：
  - 直轄領：　下河辺庄、東庄小南郷
  - 上杉領：　葛西御厨（山内上杉憲定・上杉憲基・上杉憲実）、下幸嶋庄（上杉能憲・憲定・憲基・憲実）
  - 奉公衆領：　大戸庄牧野村（山名智兼）、相馬御厨藤意郷（山名氏）、相馬御厨手賀郷内布施村（二階堂氏）
- 上総（現在の千葉県中部）：
  - 直轄領：　市東郡・市西郡（市東西両郡）、伊北庄三分二、千町庄大上郷
  - 奉公衆領：　天羽郡内萩生郷・作海郷（一色氏）、内田郷・伊南庄（高師秋・高師有・高師英）、周西郡内（簗田河内守）
- 安房（現在の千葉県南部）：
  - 直轄領：　朝平南郡、岩井不入計半分

## 研究者の視点
現在、鎌倉府を室町幕府の単なる一地方機関とする見方はみられなくなっているが、その自立性については複数の評価がある。以下、代表的なものを紹介する。

### 東国国家論から
佐藤進一による「東国国家論」の立場からは、自立した東国国家の統治機関としての側面が強調される。
- 佐藤博信は、鎌倉府は独自に国家権力を行使した「東国国家」と評価すべきとした。室町幕府の制約を受けてはいるが、鎌倉公方を中心とした身分編成を独自に構成し、整備された官僚機構のもとで裁判権・軍事指揮権・土地処分権・検断権等を行使した点、「成氏年中行事」にみられるように独自の儀礼体系を整備していた点を重視している[28]。
- 網野善彦はより明確に、日本にはかつて二つの国家・「東国国家」と「西国国家」があったと論じている。鎌倉時代に鎌倉を中心とする東国国家（鎌倉幕府）、および、京都を中心とする西国国家（朝廷）の二つの権力が出現[29]、のちに鎌倉府が「東国国家」を継承し、古河公方（古河府）、小田原の後北条氏を経て、江戸の徳川幕府に引き継がれたとした[30][31]。

### 「東国政権」論
- 伊藤喜良は「東国国家論」から少し離れた立場から論じている。鎌倉公方自身が政務を天皇から直接委任された「天子の御代官」と認識していたことから、鎌倉府は東国を担当する「東国政権」ではあるが、王権からは独立しておらず、独立国家とはみなせない。しかし、京都・室町幕府から自立志向を持ち、少なくとも応永年間（1394-1427年）以降は、幕府の地方統治機関ではなく「地域ブロック権力」であるとしている。「東国国家論」と比較される「権門体制論」の視点に近い[32][33]。

### 京都幕府の予備
- 桜井英治は、今川了俊の足利家に対する忠誠心は「京都か鎌倉かという選択肢においてはまったく相対化されている」とし、京都の将軍が道を誤ったとき「将軍のストック」として関東公方があらわれると指摘した。武家の聖地・鎌倉にある鎌倉府は、関東管領・侍所・政所など、室町幕府と同様の組織を整備し、東国においては独自の恩賞給与権・裁判権・徴税権を認められている。室町幕府の予備・バックアップとしての特性ゆえに、南朝の脅威が去った後、京都の幕府からは最大の脅威とみなされる。[34]

### 東国大名との関係
以上は京都・室町幕府との関係に着目しているが、鎌倉府と東国（関東）大名との関係も重要な研究課題である。永原慶二は、鎌倉府を「足利＝上杉氏の独裁権力」、伝統的豪族（東国大名）を抑圧的に支配した体制と論じ、多くの研究者に影響を与えた。しかし、佐藤博信のように鎌倉府と東国大名の協調面を意識する視点もあり、「鎌倉公方と東国大名間の主従制の具体相」解明は、鎌倉府研究における今後の課題の一つとなっている。